# Zhejiang Airlines
Zhejiang Airlines (浙江航空) fue una aerolínea ubicada en la República Popular de China. La aerolínea fue controlada totalmente por la CNAC. Durante el año de 2004, como parte de una consolidación de la industria de aviación de China, Air China absorbió a Zhejiang Airlines cuando la CNAC se fusionó en Air China.

## Código de datos
- OACI: CJG
- Indicativo: ZHEJIANG